# ADN-topoisomérase
 (novembre 2023).
Si vous disposez d'ouvrages ou d'articles de référence ou si vous connaissez des sites web de qualité traitant du thème abordé ici, merci de compléter l'article en donnant les références utiles à sa vérifiabilité et en les liant à la section « Notes et références ».
Les ADN-topoisomérases sont des enzymes qui contrôlent la structure topologique de l’ADN en générant des coupures transitoires, facilitant ainsi le passage de segments d’ADN à travers ces coupures avant de les refermer. Elles se divisent en deux types : les topoisomérases de type I, qui coupent un seul brin d’ADN pour détendre la molécule, et les topoisomérases de type II, qui coupent les deux brins pour moduler le surenroulement et démêler les chromosomes. Parmi ces dernières, l’ADN gyrase, spécifique aux procaryotes, introduit des supertours négatifs dans l’ADN. Ces enzymes jouent un rôle essentiel dans plusieurs processus cellulaires, notamment la réplication, la transcription et la ségrégation des chromosomes. Lors de la réplication procaryote, bien que la topoisomérase ne fasse pas partie du primosome (complexe formé par l'hélicase et la primase), elle intervient en amont de la fourche de réplication pour relâcher les tensions générées par la séparation des brins d’ADN.
Les topoisomérases font l’objet de nombreuses recherches, car elles sont des cibles pharmacologiques majeures. Certaines d’entre elles sont inhibées par des antibiotiques comme les quinolones, tandis que d’autres sont ciblées par des agents anticancéreux utilisés en chimiothérapie.

## Historique
En 1970, James Wang découvre une nouvelle classe d'enzyme, les topoisomérases. Ces enzymes ont la possibilité de changer la topologie de la molécule d’ADN en contrôlant la torsion et l’enroulement des deux brins de la molécule afin de permettre le déroulement des processus de la cellule. Elles sont donc capitales dans la réplication, la transcription et la recombinaison de l’ADN. Elles sont aussi primordiales pour détacher les molécules d’ADN et permettre la séparation des chromosomes dupliqués à la mitose.

## Classes
Il existe deux classes de topoisomérases dépendant de leur structure et du mécanisme qu’elles adoptent sur la topologie de l’ADN : la topoisomérase de type I, divisée en type IA et IB et la topoisomérase de type II. 
La topoisomérase de type II est caractérisée par ses sous-unités d'homodimère qui est rapportée à deux isoenzymes : alpha et bêta. De plus, la topoisomérase II est magnésium- et ATP-dépendante. Elle a un poids moléculaire de 170-180 kDa et sa fixation à l'ADN est au 5' (pour comparaison, la topoisomérase de type IA est magnésium-dépendant, a un poids de 100 à 110 kDa et le type IB n'a aucune dépendance, a un poids de 70 à 92 kDa et une fixation à l'ADN au 3'). La topoisomérase de type I agit en monomère contrairement à la topoisomérase de type II.
Les ADN-topoisomérases de type I et II sont présentes dans toutes les cellules eucaryotes et procaryotes. Ces enzymes résolvent les problèmes topologiques dans tous les aspects du métabolisme de l’ADN. Cette caractéristique leur donne un rôle indispensable à la vie cellulaire.
La topoisomérase de type II effectue une coupure temporaire dans la molécule d’ADN pour y faire passer les deux brins de la double hélice (contrairement à la topoisomérase de type I qui n’en fait passer qu’un).

## Mécanisme d’action

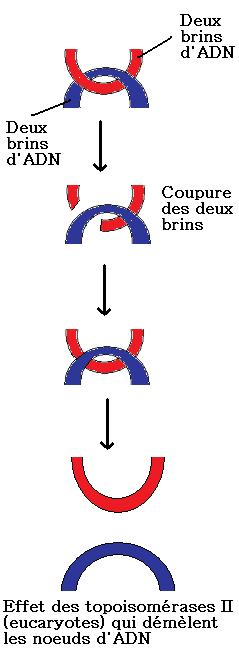
Les topoisomérases sont très utiles, pour changer le surenroulement de l'ADN ou démêler ses nœuds. Ils démêlent les nœuds d'ADN.

Toutes les topoïsomérases identifiées utilisent un résidu tyrosine pour cliver la liaison phosphodiester de l'ADN. En fonction de leur mode de coupure, elles sont classées en deux groupes : les ADN topoïsomérases de type I (monomériques et, hormis la reverse gyrase, ATP- indépendantes), qui coupent un seul des deux brins de la double hélice de l'ADN ; et les ADN topoïsomérases de type II (multimériques et ATP-dépendantes), qui réalisent une coupure double-brin de l’ADN. Ces dernières ont une importance particulière dans la séparation des chromosomes durant l'anaphase. Parmi elles, la gyrase est capable d'introduire dans l'ADN des supertours négatifs.
Son mécanisme d’action permet à la molécule d’ADN de se relâcher, de produire des super hélices et de faire ou défaire des nœuds. La topoisomérase II va venir se fixer à l'aide du magnésium afin que l’enzyme puisse s’accrocher aux doubles brins de l’ADN et celle-ci va changer de conformation en se fixant au segment d’ADN. Par la suite, deux molécules d’ATP sont essentielles afin d’effectuer une coupure sur l’un des deux segments et d’en faire passer la seconde. En effet, la captation de l’ATP amène un changement conformationnel du domaine N-terminal des monomères, entraînant la prise du double brin d'ADN. On peut constater une libération du segment d'ADN lorsque les deux extrémités du premier segment d'ADN se rejoignent à l’aide d’une ligase.
Le processus de coupure-refermeture de l'ADN correspond à une réaction de transestérification réversible catalysée par le groupement OH d'une tyrosine appartenant au site actif.

## Anti-topoisomérases II
Les topoisomérases de type II sont indispensables à la vie cellulaire : présentes partout dans l'organisme, elles sont d'excellentes cibles d’agent médicamenteux. Les inhibiteurs de la topoisomérase II empêchent la séparation de l’enzyme et de l’ADN puis créent des complexes de clivage.
Les inhibiteurs peuvent agir au niveau de la bactérie en ciblant l'ADN gyrase qui fait partie de la famille des topoisomérases de type II. Cette action va inhiber la gyrase et va donc empêcher la multiplication bactérienne. Ces antibiotiques sont souvent utilisés dans les infections urinaires (ex. : norfloxacine).
Les topoisomérases sont aussi la cible de plusieurs médicaments anticancéreux, qui augmentent les complexes de clivages pour aboutir à l'apoptose de la cellule. Deux produits dérivés de la podophyllotoxine dominent cette classe thérapeutique :
- le VP-16 (étoposide), un des médicaments les plus utilisés en chimiothérapie cancérologique ;
- le ténoposide, surtout utilisé pour le traitement des lymphomes.

L’action de ces inhibiteurs est relativement sélective car les cellules tumorales ont énormément de topoisomérases. Toutefois, ces médicaments entraînent de nombreux effets secondaires, dont parfois des leucémies. En effet, les agents chimiothérapeutiques détruisent les cellules en prolifération rapide, donc affectent grandement le nombre de globules blancs.
Aujourd’hui, les inhibiteurs de topoisomérases utilisés comme antitumoraux ont peu de spécificité d’action, ce qui leur confère de nombreux effets secondaires dus aux coupures qu’ils produisent partout sur l’ADN. Les topoisomérases II sont en effet les mêmes dans toutes les cellules du corps. C'est d’ailleurs le problème universel de la chimiothérapie. On essaie d'inhiber des enzymes impliquées dans le cancer mais qui se retrouvent partout ailleurs dans les autres cellules.
Les recherches actuelles visent à augmenter la spécificité d’action de ces inhibiteurs en ciblant les gènes impliqués dans le cancer. En créant des coupures spécifiques sur ces molécules bicaténaires, on élimine l’information permettant le développement et le maintien de la maladie.

## Inhibiteurs
De nombreuses molécules sont utilisées en chimiothérapie anticancéreuse  en stabilisant le complexe de clivage. On parle de « poisons » des ADN-topoisomérases pour les différencier des inhibiteurs du cycle catalytique :
- des poisons des topoïsomérases I : la camptothécine, le topotécan, l'irinotécan, le deruxtecan ;
- des poisons des topoïsomérases II : l'étoposide, la doxorubicine.